# Рінхини
Рінхини — середньовіче південнослов'янське плем'я, яке жило на півострові Халхідіки, територія сучасної Греції. У VII ст. плем'я рінхини нераз осаджували місто Солонь, тепер це місто Салоніки. У 656 році землі рінхин захопив імператор Констант другий і заставив платити йому дань. В 759 році імператор Констянтин V захопив землі рінхинів і згадка про плем'я в хроніках припиняється.